# جيورجي كوستادينوف
جيورجي كوستادينوف (بالبلغارية: Георги Костадинов)‏ (7 سبتمبر 1990 في بلغاريا - ) هو لاعب كرة قدم بلغاري في مركز الوسط. شارك مع منتخب بلغاريا تحت 21 سنة لكرة القدم ومنتخب بلغاريا لكرة القدم. أما مع النوادي، فقد لعب مع ليفسكي صوفيا ونادي بيروي ستارا زاغورا ونادي لودوغورتس رازغراد وOFC Pomorie ‏ ونفتكس بورغاس ‏.

## روابط خارجية
- جيورجي كوستادينوف على موقع الاتحاد الدولي (مؤرشف)  (الإنجليزية)
- جيورجي كوستادينوف على موقع الاتحاد الأوربي (الإنجليزية)
- جيورجي كوستادينوف على موقع قاعدة بيانات كرة القدم.إي يو (الإنجليزية)
- جيورجي كوستادينوف على موقع ناشيونال فوتبول تيمز (الإنجليزية)
- جيورجي كوستادينوف على موقع Soccerway.com (الإنجليزية)
- جيورجي كوستادينوف على موقع AS.com (الإسبانية)